# Ánh xạ bảo giác

Hình chữ nhật kẻ ô (ảnh trên) và ảnh của nó dưới ánh xạ bảo giác (ảnh dưới). Có thể thấy rằng ánh xạ các cặp đường vuông góc với nhau tại 90° sang các đường cong cũng tạo với nhau góc 90°.

Trong toán học, ánh xạ bảo giác là hàm số bảo toàn góc, nhưng không nhất thiết kể cả độ dài.
Cụ thể hơn, gọi {\displaystyle U} và {\displaystyle V} là các tập con mở của {\displaystyle \mathbb {R} ^{n}}. Hàm {\displaystyle f:U\to V} được gọi là bảo giác (hay bảo toàn góc) đại điểm {\displaystyle u_{0}\in U} nếu nó bảo toàn góc giữa các đường cong có hướng đi qua {\displaystyle u_{0}}, cũng như bảo toàn hướng. Ánh xạ bảo giác bảo toàn cả góc và hình dạng, nhưng không nhất thiết phải bảo toàn độ lớn hay độ cong.
Tính bảo giác có thể được mô tả bằng ma trận đạo hàm Jacobian của biến đổi tọa độ. Biến đổi này bảo giác bất cứ khi nào các ma trận Jacobian tại mỗi điểm là tích của một scalar dương với ma trận quay (hoặc trực giao với định thức bằng 1). Một số tác giả trong định nghĩa tính bảo giác cho phép ánh xạ có thể đảo ngược hướng, khi đó, các ma trận Jacobian có thể viết thành tích của bất kỳ scalar với bất kỳ ma trận trực giao nào.
Đối với ánh xạ trong hai chiều, các ánh xạ bảo giác và bảo toàn hướng là các hàm giải tích phức khả nghịch địa phương. Đối với 3 chiều trở lên, Định lý Liouville giới hạn ánh xạ bảo giác về một số loại.
Thuật ngữ bảo giác thường dùng để tổng quát hóa cho các ánh xạ giữa các đa tạp Riemannian hay đa tạp nửa Riemann.

## Ánh xạ bảo giác trong hai chiều
Nếu {\displaystyle U} là tập con mở của mặt phẳng phức {\displaystyle \mathbb {C} }, thì hàm số {\displaystyle f:U\to \mathbb {C} } bảo giác khi và chỉ khi hàm đó là hàm chỉnh hình và đạo hàm của nó khác không mọi điểm trên {\displaystyle U}. Nếu {\displaystyle f} phản chỉnh hình (tức là liên hợp của hàm chỉnh hình), nó vẫn bảo toàn góc nhưng đổi ngược hướng.
Ngoài ra, còn có định nghĩa khác cho ánh xạ bảo giác như sau: là ánh xạ {\displaystyle f} có tính 1-1 và chỉnh hình trên một tập mở của mặt phẳng phức. Định lý ánh xạ mở buộc hàm ngược của nó (định nghĩa trên ảnh của {\displaystyle f}) cũng phải là hàm chỉnh hình. Do đó, dưới định nghĩa này, hàm là ánh xạ bảo giác khi và chỉ khi nó đối chỉnh hình. Hai định nghĩa này không tương đương nhau. Có tính 1-1 và chỉnh hình thì sẽ suy ra có đạo hàm khác không. Song hàm mũ là hàm chỉnh hình với đạo hàm khác không nhưng không có tính 1-1 bởi hàm số có tính tuần hoàn.
Định lý ánh xạ Rieman, một trong những kết quả nổi bật của giải tích phức, phát biểu rằng bất kỳ tập con mở thực sự đơn liên của {\displaystyle \mathbb {C} } đều có song ánh bảo giác từ nó sang hình tròn đơn vị mở trong {\displaystyle \mathbb {C} }.

### Ánh xạ bảo giác toàn cục trên mặt cầu Riemann
Ánh xạ từ mặt cầu Riemann lên chính nó là ánh xạ bảo giác khi và chỉ khi ánh xạ là phép biến đổi Möbius.
Liên hợp phức của biến đổi Möbius bảo toàn góc nhưng đảo ngược hướng. Ví dụ như nghịch đảo đường tròn.

## Ánh xạ bảo giác khi nhiều hơn hai chiều

### Hình học Riemann
Trong hình học Riemann, hai mêtric Riemannian {\displaystyle g} và {\displaystyle h} trên đa tạp trơn {\displaystyle M} được gọi là tương đương bảo giác  với nhau nếu {\displaystyle g=uh} với một số hàm dương {\displaystyle u} trên {\displaystyle M}. Hàm số {\displaystyle u} được gọi là phân tử bảo giác.
Một vi đồng phôi giữa hai đa tạp Riemann được gọi là ánh xạ bảo giác nếu mêtric kéo về tương đương bảo giác với metric gốc.  Lấy ví dụ, phép chiếu nổi của mặt cầu lên mặt phẳng đi thêm với điểm vô cực là ánh xạ bảo giác.
Ta cũng có thể định nghĩa cấu trúc bảo giác trên đa tạp trơn là lớp các mêtric Riemann tương đương bảo giác với nhau.

### Không gian Euclid
Từ định lý cổ điển của Joseph Liouville chứng minh được rằng có ít ánh xạ bảo giác trong trường hợp ba chiều trở lên hơn là trong hai chiều. Bất kỳ ánh xạ bảo giác từ tập con mở của không gian Euclid sang không gian Euclid có chiều bằng ba hoặc lớn hơn có thể được hợp từ ba biến đổi sau: phép vị tự, phép đẳng cự, và biến đổi bảo giác đặc biệt.

## Các ứng dụng

### Bản đồ học
Trong bản đồ học, một số phép chiếu bản đồ được đặt tên như phép chiều Mercator và phép chiếu nổi là các ánh xạ bảo giác.